# Diodia othonii
Diodia othonii là một loài thực vật có hoa trong họ Thiến thảo. Loài này được Rizzini mô tả khoa học đầu tiên năm 1954.